# ブッチャート・ガーデン

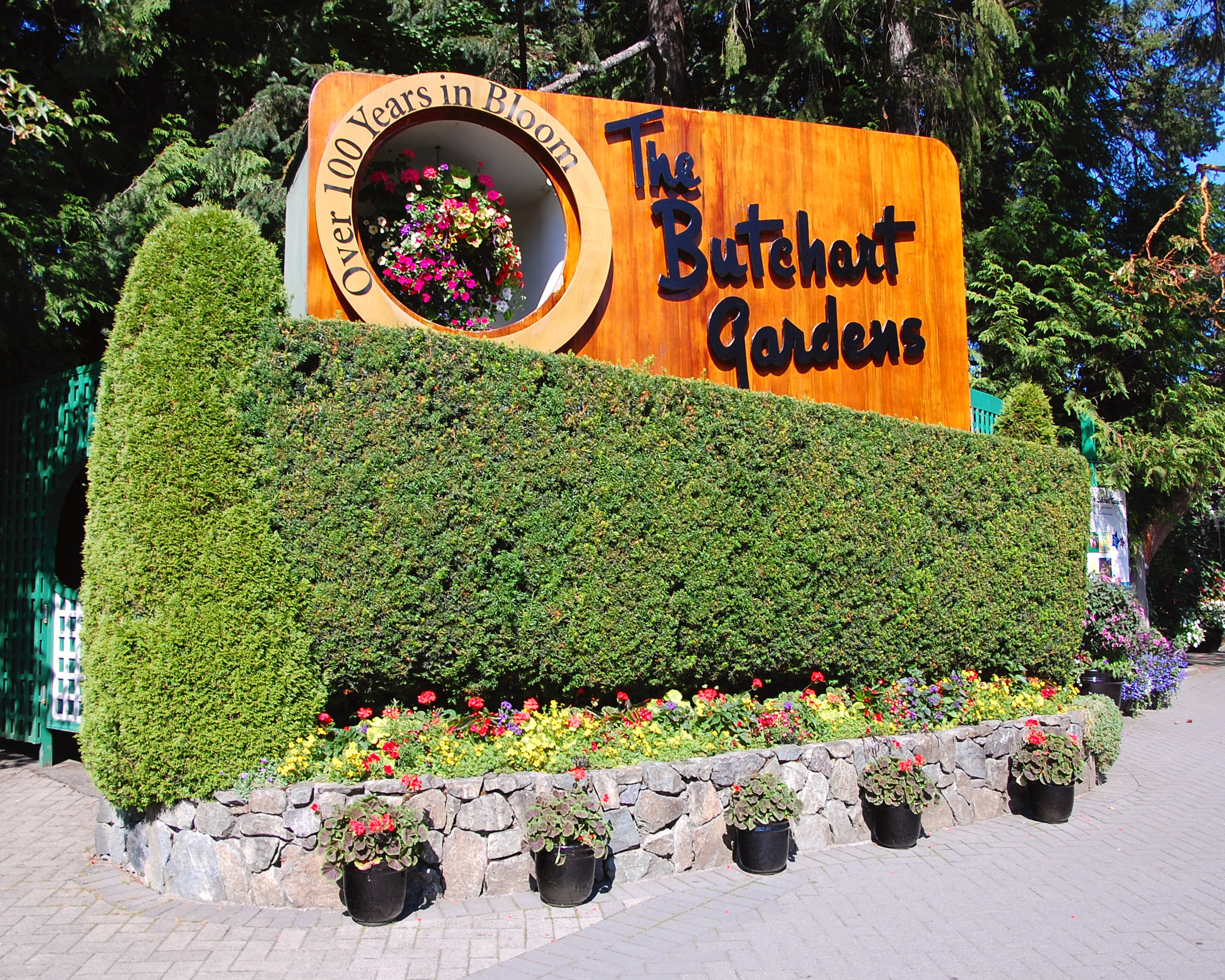
ブッチャート・ガーデン入口

ブッチャート・ガーデン（Butchart Gardens）はカナダ、ブリティッシュコロンビア州のバンクーバー島にある庭園、植物園である。州都ビクトリアの北部郊外に位置する。夏には土曜日限定で、夜に花火ショーが開催される（2019年現在）
カナダ国定史跡に指定されている。

## 歴史
オンタリオのオーウェンサウンドに住んでいた、セメント製造業者のロバート・ブッチャート（Robert Pim Butchart）は石灰石の採石場を求めてカナダ西海岸に移り、1904年に採石場近くに邸宅を建てた。妻のジェニー・ブッチャートの発案で、横浜出身でビクトリア市で人気になっていた日本人造園家、岸田伊三郎（当時65歳）によって1908年頃、邸宅に作られた日本庭園は人気を集めた
。1909年から採掘の終わった採石場跡を庭園として整備して Sunken Gardenとして、1921年に完成した。屋敷を"Benvenuto" (イタリア語で歓迎の意)と名づけ、庭園に客を迎えた。1926年にテニスコートをイタリア式庭園に変え、1929年に家庭菜園をバラ園に変えた。1939年に21歳になった孫のイアン・ロスに庭園は贈られ、ロスは没するまでこの庭園の運営や宣伝に従事した。
開園50周年の行事のため、1958年に照明用の地下配線工事が行われ1964年に新しい噴水のための施設が作られた。1994年にカナダ紋章局（Canadian Heraldic Authority）からcoat of armsを贈られた。開園100周年に向け、2004年に9.1mのトーテムポールが設置され、カナダ国定史跡に指定された。
庭園にはサンクンガーデン、ローズガーデン、イタリアンガーデン、日本庭園、地中海の庭と大きく5つに分けられる。
現在もブッチャート家が所有し、2001年からの園長はひ孫のRobin-Lee Clarkeが務めた。2009年にローズ・メリーゴーランドと子どものパビリオンが作られ、30種の動物も飼育展示されている。

## 植物園の画像

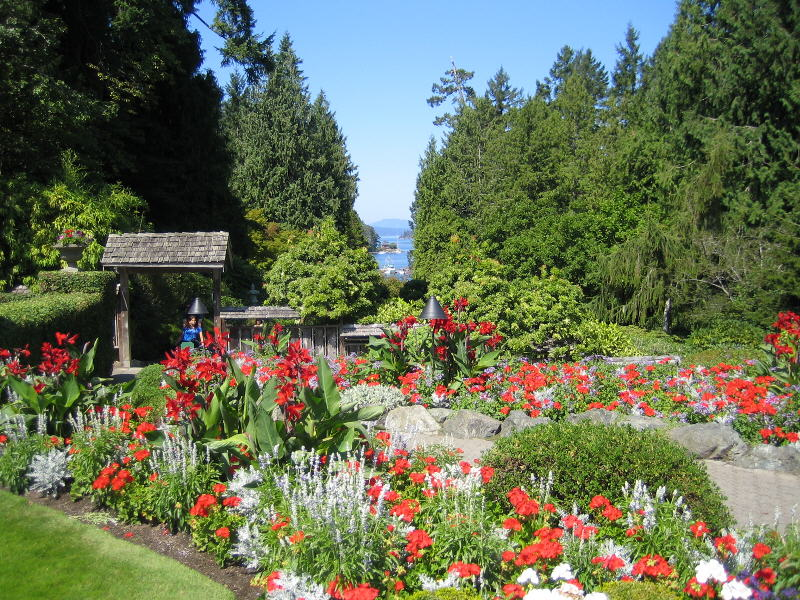
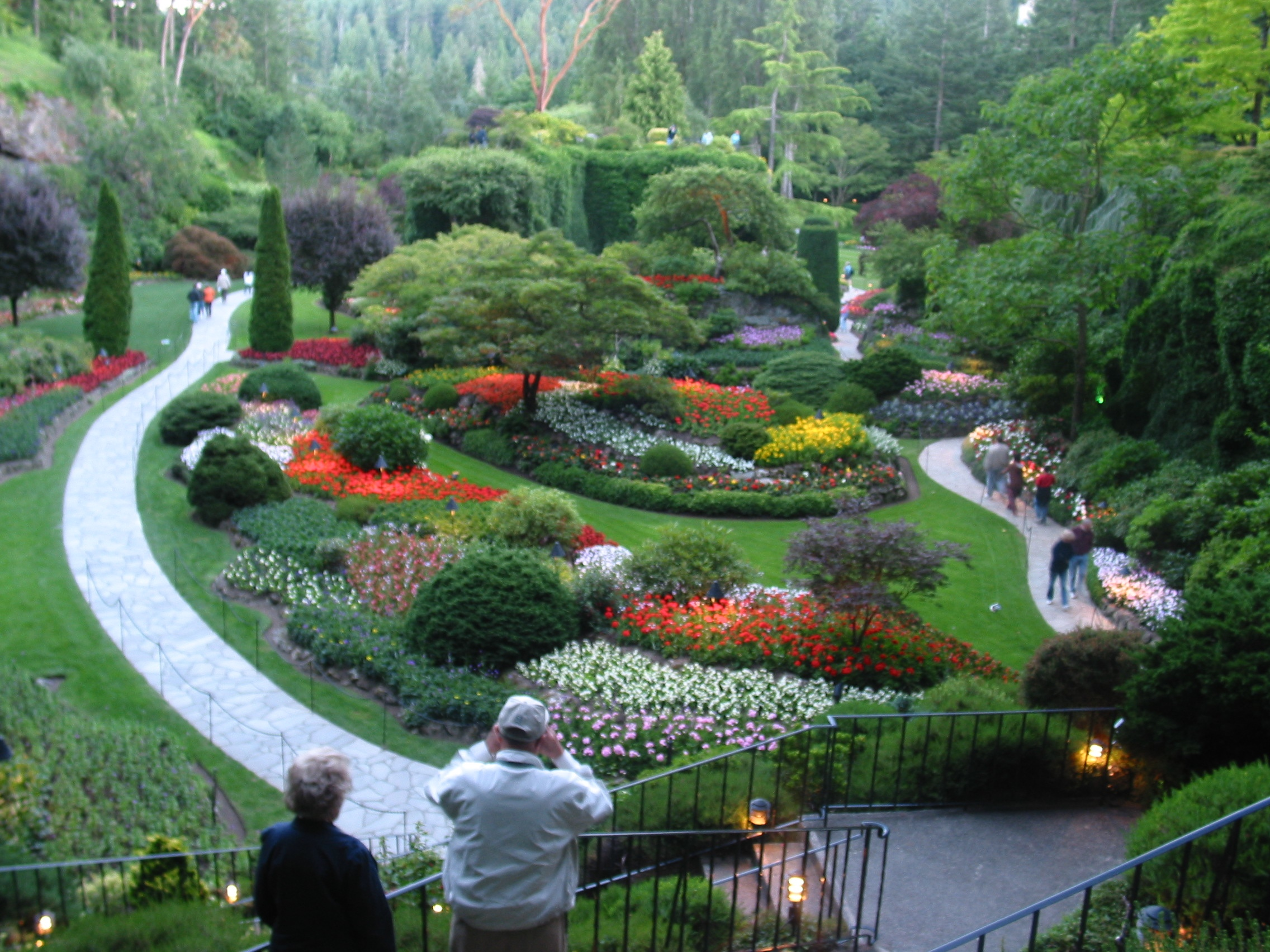
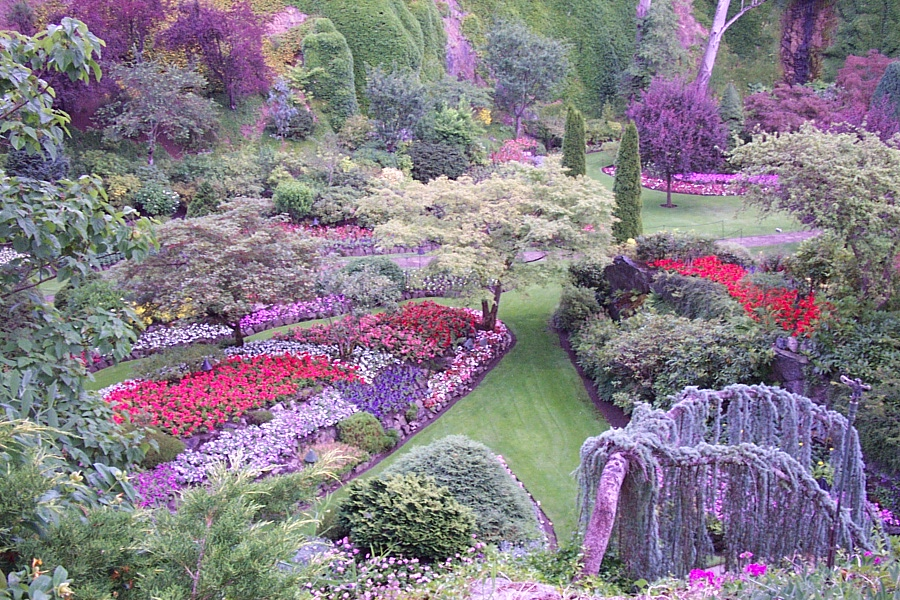
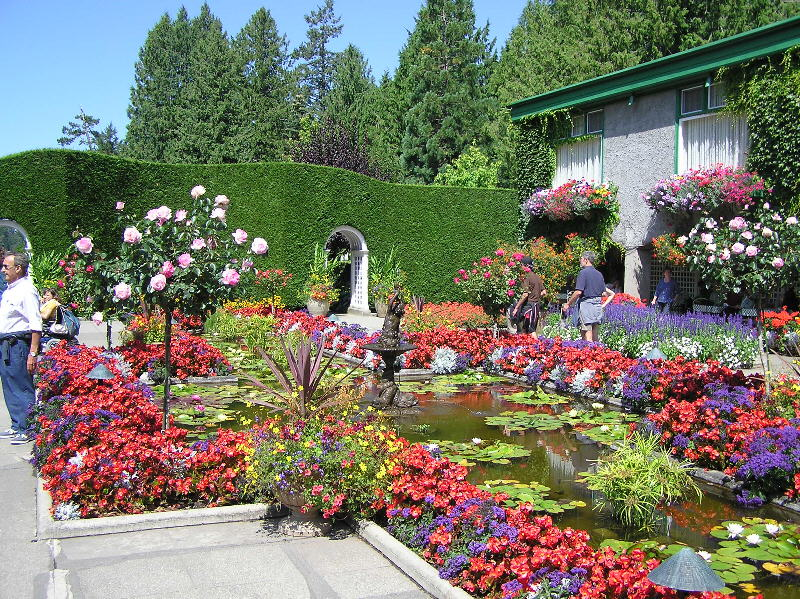